# صدمة عصبية
الصدمة العصبية (بالإنجليزية: Neurogenic shock)‏ و تختلف تمامًا عن الصدمة النفسية وهي حالة نفسية تنشأ نتيجة التعرض لمواقف مرعبة أو حدث مؤلم. أما الصدمة العصبية فهي أحد أنواع حالة صدمة توزيع الدم والتي بدورها تعد أحد الأنواع الأربعة الرئيسية لـصدمة جهاز الدوران وهي حالة طبية مهددة للحياة يحدث فيها انخفاض في معدلات وصول الدم إلى الأنسجة مما يسبب نقص في وظيفة الأنسجة وموت الخلايا. وتعد الصدمات المتعلقة بجهاز الدوران من الحالات الطبية الطارئة.

## ميكانيكية حدوثها

موقع الفقرات الصدرية في الجسم موضحة باللون الأحمر

يتكون الجهاز العصبي المركزي من المخ والحبل الشوكي, ويتحكم الجهاز العصبي المركزي في مجموعة من الأعصاب التي تخرج منه وترد إليه منسقة في نظامين يسميان بـالجهاز العصبي الودي والجهاز العصبي اللاودي, يعمل هذان الجهازان العصبيان على تنظيم تدفق الدم إلى أعضاء الجسم المختلفة حسب حالة الجسم ومتطلباته عن طريق التحكم في انقباض وانبساط الأوعية الدموية, مما يغير من قطرها ويزيد أو يقلل تدفق الدم للعضو المستهدف.
في حالة إصابة الحبل الشوكي في مستوى الفقرة الصدرية السادسة أو ما فوقها يحدث اختلال بهذه الوظيفة وتفقد الأوعية الدموية قدرتها على الانقباض فينخفض ضغط الدم ويقل تدفق الدم إلى الأعضاء الحيوية كالمخ والقلب والرئة مما يعرض المريض إلى حالة الصدمة المهددة للحياة.
وهو ما يجعل هذا النوع من الصدمة تحديدًا يختلف عن الأنواع الأخرى من صدمات جهاز الدوران، ففي حالة الأنواع الأخرى كالصدمة القلبية وصدمة فقد الدم يهدف الجهاز العصبي المركزي إلى تنشيط الجهاز العصبي الودي وهو المسؤول عن السيطرة على أجهزة الجسم في حالات المرض والخوف والغضب والشدة، فتنطلق في الدم كميات كبيرة من هرموني الأدرينالين والنورأدرينالين فيعملان على زيادة معدل نبضات القلب، وزيادة معدل التنفس، والتعرق, وانقباض الأوعية الدموية مما يؤدي إلى رفع ضغط الدم. وتعرف هذه العملية بآليات التعويض. وفي حالة فشل هذه الآلية يدخل المريض في المرحلة النهائية من الصدمة والتي يعاني فيها من انخفاض ضغط الدم وتسارع ضربات القلب مع ضعفها، وتسارع التنفس مع ضحالته.
لكن في حالة الصدمة العصبية يفشل الجسم في إجراء آليات التعويض.

## الأعراض
يعاني المريض من :
- انخفاض ضغط الدم لحظيًا وبشكل مفاجيء بسبب انبساط الأوعية الدموية واتساع قطرها فور حدوث الإصابة
- تدفق الدم إلى الجلد بغزارة مما يجعله دافئًا ووردي اللون
- انتصاب القضيب في حالة المرضى الذكور بشكل مستمر ومؤلم بسبب تمدد الأوعية الدموية
- انخفاض معدل ضربات القلب.

## العلاج
- الدوبامين (Dopamine) لتحسين انقباض القلب وكفاءة عمله
- أتروبين (Atropine) لزيادة عدد ضربات القلب لتجنب توقفه
- الفينيليفرين (Phenylephrine) يمكن استخدامه كأول اختيار من الأدوية لتحسين انقباض القلب وكفاءة عمله أو كبديل في المرضى الذين لا يستجيبون للدوبامين
- فازوبرسين (Vasopressin) والعمل الرئيسي له هو إعادة امتصاص الماء في الكلية وبالتالي رفع الضغط. كما أنه يعمل على تضييق الأوعية الدموية مما يساهم في رفع ضغط الدم أيضًا.